# اصطلاحات دارویی پزشکی سنتی
فهرست اصطلاحات طب سنتی ایرانی:

## اصطلاحات خواص
کلاً این خواص در هیجده قسمت ذکر شده‌است.
1. لطیف صالح‌الکیموس کثیرالغذاء. مثل: گوشت کبک و شراب و زرده تخم‌مرغ نیم‌برشت.
2. لطیف ردیّ‌الکیموس کثیرالغذاء. مانند: گوشت کبوتر بچه.
3. صالح‌الکیموس قلیل الغذاء. مانند: انار و سیب و کاهو.
4. لطیف ردیّ‌الکیموس قلیل‌الغذاء. مانند: ترب و پیاز و هر چه تلخ و شور باشد.
5. غلیظ صالح‌الکیموس کثیرالغذاء. مانند: گوشت گوسفند و زرده تخم‌مرغ که زیاده پخته شده باشد.
6. غلیظ ردیّ‌الکیموس کثیرالغذاء. مثل: گوشت گاو و اسب و قوچ.
7. غلیظ صالح‌الکیموس قلیل‌الغذاء. مانند: گلابی و به.
8. غلیظ ردیّ‌الکیموس قلیل‌الغذاء. مانند: گوشت قدید (خشک شده) و کومه.
9. متوسط اللطافت و الکثافت که صالح‌الکیموس کثیرالغذاء. مثل: گوشت بره یک ساله.
10. متوسط ردیّ‌الکیموس کثیرالغذاء. مانند: کلم رومی.
11. متوسط صالح‌الکیموس قلیل‌الغذاء. مانند: انگور.
12. متوسط ردیّ‌الکیموس قلیل‌الغذاء. مانند: هویج.
13. متوسط صالح‌الکیموس متوسط‌الغذاء. مانند: جوجه که خوب پخته باشد.
14. متوسط ردیّ‌الکیموس متوسط‌الغذاء. مانند: جوجه که خوب نپخته باشد.
15. لطیف صالح‌الکیموس متوسط‌الغذاء. مثل: نان گندم بسیار خوب پخته باشد.
16. غلیظ صالح‌الکیموس متوسط‌الغذاء. مانند: گوشت گوساله.
17. لطیف ردیّ‌الکیموس متوسط‌الغذاء. مانند: نان بد پخته.
18. غلیظ ردیّ‌الکیموس متوسط‌الغذاء. مانند: کلم برک.

## حرف آ
آکال: به معنی خورنده عضو. هر دارویی که سبب تحلیل زیاد عضو گردد.

## حرف الف
استنشاق: به بینی کشیدن دارویی که مایع باشد.

اصل: ریشه. اعمّ از ریشه درخت و گیاه.

اَغْصان: به معنی شاخه‌ها است.

اکتحال: به چشم کشیدن چیزی. مانند: سرمه.

اکلیل: تاج و ابر سیاه را گویند. در ادویه به معنی چتری بودن شکوفه و میوه گیاهان است. آکله و اکالیل جمع آن.

اِنْکِباب: عضو را در بخار داروها گرفتن است.

اَوْدِیَهْ: جمع وادی و به معنی کنار رودخانه‌ها است.

## حرف ب
باقور: جمع بقر به معنی گاوها است.

باکُورَه: نخستین میوهای که برسد.

بَتْرْ: بریدن.

بُخُور: هر دارویی که دود او را استعمال نمایند.

بَربُور: بلغور.

بزاق: آب دهن.

بزر: آنچه از میوه گیاهان در نیام و در قشر باشد. مثل: خشخاش.

بَشِع: به معنی بدمزه‌است. هر چه را طعم مرکب از تلخی و گسی باشد، به این اسم خوانند.

بُصاق: آب دهن.

بَصیص: نورانی و درخشنده.

بطایح: مردابها.

بَعْرْ: به فتح اوّل، سرگین.

بَکْرْ: شتر جوان و بکسر اوّل دوشیزه.

بَنْک: گره‌هایی که در ساقه درختان به وجود می‌آید.

پادزهر: تریاق است و گویند هر چیز طبیعی که رفع سمّ کند.

## حرف ت
تریاق: تریاک، و دارویی که حفظ قوه و صحت مزاج و روح به اندازه‌ای کند که ضرر سمّ رفع گردد و گویند مخصوص صناعی است و این که افیون را تریاک می‌نامند به جهت حفظ قوه است که در این حاصیت با تریاک مشترک است.

تَصْعید: هر چیزی که به وسیله آتش اجزای او را صعود فرمایند و لطیف او را اخذ کنند.

تَصْفیق: مخلوط کردن آب با شراب.

تَعْلیق: آویختن چیزی به گردن یا سایر اعضاء.

تَفِهْ: به معنی بی‌مزه است و مراد از او طعمی است که نه لذیذ باشد و نه ناخوشایند و تأثیر او رطوبت و لینت و سست کردن بسیار و تولید بلغم است.

تَکَرُّج: پی‌وَر (پیور). آن تغییر مزه یا بوی ادویه یا غذا است.

تَکْلیس: به معنی ساروج کردن و سیراب نمودن و بهره برداشتن آمده و مراد از او آماده ساختن بعضی از ادویه است به جهت نفوذ و سرعت تأثیر و دفع کردن ثفل و کثافت آن خواه به احراق باشد یا به عمل دیگر.

## حرف ث
ثقیل: به معنی سنگین است بر طبع و دیر فعل بوده، سریع‌النزول نباشد.

ثمره: بار رستنی‌ها است مثل خوشه و میوه و امثال آن.

ثُمِنُشْ: لغت یونانی است و مراد از او هر چه از نباتات مابین درخت و گیاه باشد.

## حرف ج
جاذب: به معنی کشنده است بطرف خود، و فعل او تحریک فضلات است به سبب حرارت از مکان آن به جانب خود. مثل: ثافیسا و آنچه شدیدالجذب باشد پیکان و خار را از عمق بدن می‌کشد. مثل: گوشت حلزون.

جالی: به معنی پاک کننده است و عمل آن رفع کردن رطوبت لزجه از سطح عضو است؛ مانند: انزروت و هر جالی ملیّن طبع است اگر چه بی‌قوه مسهله باشد.

جامد: به معنی بسته شده‌است که در شان او سیلان باشد و بالفعل سایل نباشد. مثل موم.

جَبْرِ کَسْرْ: بستن عضو شکسته.

جَرِل: به راء مهمله زمین سنگلاخ.

جَریش: گندم نیم کوفته، که بلغور نامند.

جَفاف: خشکی.

جَمَدْ: به فتح اوّل و ثانی آب گرد آمده و جمع شده و جزو چیزی.

## حرف ح
حادّ: به معنی تند است و آن مرکب از تلخی و سوزانندگی است و فعل او مثل فعل اجزاء او است.

حامِض: به معنی ترش است و فعل او تلطیف و تفتیح و تنقیه مجاری و تبرید و تجفیف و تسکین صفراء و اطفاء تندی خون و تولید بادها و مضرّ اعصاب و هر چه زبان را اندک به گزد و با قلیل جلا و عذوبت و تقطیع باشد، حامض نامند.

حَبّ: آنچه در میوه دیده می‌شود و بی‌غلاف؛ مثل گندم و جو.

حِرّیف: به معنی گزنده است که اجزاء آن در زبان فرورفته و بسیار به گزد و تفریق اجزاء او نماید و فعل آن تحلیل و تنقیه و احراق و تلطیف است به جهت شدت حرارت.

حَشیش: گیاه خشک، شبیه به خشک شده و گویند مخصوص گیاهی است که بر روی زمین پهن نبوده با ساقه باشد و به حدّ ثُمِنُشْ نرسد.

حُکاکَه: آنچه از سائیده دو چیز پیدا شود.

حَلّاق: سترنده.

حُلْوْ: هر چه زبان را منبسط سازد و اندک حرارت در او احداث کند و لذیذ باشد، شیرین نامند و فعل آن نضج و تلیین و جلا است و کثیرالغذاء و محبوب قوت‌ها و تشنگی‌آور باشد.

حَلیب: شیره تخم‌ها و غیر آن و شیر تازه دوشیده‌است.

حَمْلْ: بار نباتات اعمّ از ثمر و مثابه ثمر است.

حُمُول: اعمّ از فتیله و فرزجه است.

## حرف خ
خاتم: به معنی تمام‌کننده و عبارت از چیزی است که به سبب تخفیف در سطح جراحت تفرقی نگذاشته پوست برویاند.

خاثِر: آنچه اجزاء خلط را به هم آورد.

خُرُوءْ جمع خُرْءْ: مدفوع پرندگان.

خفیف: به معنی سبک و آنچه بر طبع احتمال آن آسان بوده سریع‌النزول باشد.

خَلْعْ: بیرون رفتن سر استخوان است از مکان خود.

خَلَعْلَعْ: اسم ضَبُعْ (کفتار) است.

خَلیع: سست.

خَمْلْ: به معنی پرز است و در ادویه هر چه شبیه به پرز بر سطح او ظاهر باشد مثل آنچه بر روی به می‌باشد.

## حرف د
دابِق: آنچه به جهت لزوجت کثیفه بدست چسبد مثل دبق.

دَسَمْ: هر چه زبان را نرم و اجزاء او را منبسط نماید بی احداث حرارت. چرب. فعل او ترطیب و تلیین و ارخاء بی احداث سخونه است.

دَلُوک: به معنی مالیدن است و مراد از او آنچه از سنونات که با انگشت بر دندان بمالند.

دواء سمّی: آنکه به کیفیت تأثیر او موافق مزاج بوده و بالخاصیه کشنده باشد مثل: افیون.

دواء غذائی: آنکه تأثیر به کیفیّت او زیاده بر تأثیر کمیته او باشد.

دواء مطلق: آنکه تأثیر به کیفیّت کند و جزو بدن نشود.

دُهْنی: آنچه در جوهر او چربی موجود باشد و باعث سرعت اشتعال او گردد مثل مغزها و تخمها.

## حرف ذ
ذُرُور: آنچه سائیده و بی مایع بر عضو بپاشند.

ذَفِر: بدبوی.

ذوالخاصیت: آنکه تأثیر به صورت نوعیه کند، اعمّ از آنکه زهر باشد یا پادزهر.

## حرف ر
رادِع: دارویی که مواد مانع از ریختن به عضو شده و اعضاء را از ورود آن محافظت نماید. ردع مقابل جذب است.

رَجیع: فضله هضم اوّل انسان.

رَخَص: به فتح اوّل و ثانی به ناز پرورده و در ادویه هر چه نازک و زود شکن باشد.

ردیّ‌الکیموس: آنچه از او اخلاط غیر معتدل‌القوام و الکیفیّت متکون شود.

رَزین: آرامیده و مرد بردبار و در ادویه آنچه در متانت و خوش جوهری تمام باشد.

رسوب: ته‌نشین مایعات و آنچه در مایعات اندازند و بر روی آن نایستد راسب نامند.

رَضّ: کوفتن، ریز ریز کردن.

رِخْوْ: نرم و سست.

رَمَصْ: رطوبت غلیظی که در اطراف پلک چشم باشد.

رَوْثْ: سرگین حیوانات.

## حرف ز
زُعُوقَت: طعم بسیار کریه و مرکب از تلخی و شوری است.

زَغَبْ: اوّل مویی که در حیوانات بر آید و اسم کیمخت است که ساغری باشد و در ادویه آنچه بر سطح او چیزی شبیه به موی تازه باشد مزغب نامند.

زَهْرْ: شکوفه.

## حرف س
ساحل: کنار دریا.

سایل: آنچه اجزاء او در جهت‌ها حرکت کند اعمّ از آن که اتصال اجزاء او منقطع شود یا نشود. مثل: آب و روغنها.

سِباخ: شوره زار.

سَبْطْ: بی‌گره، صاف.

سَبَطْ: هر درخت که بر یک اصل و بیخ شاخه‌های بسیار داشته باشد.

سَحیق: آنچه بسیار نرم سائیده باشند.

سمّ: زهر. به سبب ضدیّه کیفیّت و خاصیت مزاج را فاسد سازد. مانند: بیش.

سَنُون: آنچه به دندان بپاشند و بمالند و مقوی جوهر او باشد.

سَهْکْ: بدبو شدن گوشت و بوی عرق که از بدن آید.

سَهل: زمین نرم.

## حرف ش
شامِخ: کوه بلند.

شَتَرْ: به فتح اوّل و ثانی دریدن پلک پایینی چشم .

شجر: نباتی که با ساق چوبی باشد و کامل او آنکه با اجزاء ششگانه گیاهی باشد و آن: میوه و برگ و لیف و صمغ و تخم و پوست و ریشه و عصاره و دانه است. مثل درخت خرما.

شَدْخ عضل: به معنی از هم باز شدن است.

شَدْخْ: به فتح اوّل و سکون ثانی سر شکستن و فراخی سفیدی روی اسب است.

شَدْقْ: به فتح اوّل و سکون ثانی گشادی گوشه دهان.

شُرَف: به ضمِّ اوّل و فتح ثانی کنکره‌های کوشک و در ادویه آنچه در اطراف زواید بر آمدگی داشته باشد مشرف نامند.

شطب: به ضمِّ اوّل و ثانی از کتاب قانون الادب، جوهر شمشیر و به فتح اوّل و سکون ثانی از قاموس‌اللغه جدا گردیدن و دور شدن و پوست باز کردن و در ادویه آنچه به این صفات باشد مشطب گویند.

شمّه: آنچه بو کنند.

## حرف ص
صالح‌الکیموس: آنچه از او خونی متولد گردد که به همه جهت اعتدال داشته باشد. سایر اخلاط مخلوط به او به قدر طبیعی باشد و خلط بد از او به هم نرسد.

صخره: زمین سنگستان.

صَفْقْ: به فتح اوّل و سکون ثانی آبی که بر ادیم یا مشک نو ریزند پس زرد گردد و به معنی طرف و کنار و در گیاهان آنچه چین دارد و با زردی و میل به طرفی داشته باشد و مستقیم نباشد مصفق نامند.

صَفیق: پوست درشت.

## حرف ض
ضِماد: آنچه از غلیظ‌القوام که مایع و نرم باشد بر عضو بمالند و به بندند. اعمّ از آنکه موم روغن داشته یا نداشته باشد.

## حرف ط
طاحونه: آسیاب. مسمّی به اسم لازم او است.

طافی: آنچه بر روی آب ایستد.

طَبَرْزَد: عبارت از خالص هر چیزی.

طبیخ: آنچه جوشانیده آب او را استعمال نمایند.

طَحْنْ: خورد کردن.

طری: تازه.

طلا: آنچه از رقیق‌القوام بر عضو مالند.

طیب: به سکون ثانی خوشبو و به تشدید آن پاکیزه.

## حرف ع
عاصِر: آنچه با وجود به هم آوردن اجزاء عضو به فشارد مانند ضماد دانه تمرهندی در دمل و در فارسی فشارنده گویند.

عشب: به ضم اوّل و سکون ثانی گیاهی است.

عصاره: به معنی عصیر است اما در آنچه به آتش و آفتاب منعقد کرده باشند استعمال می‌نمایند.

عصیر: آب فشرده از نباتات که منجمد نشده باشد.

عطر: بوی خوش.

عَفِص: به کسر فاء طعم زمخت که زبان را درشت سازد و اجزاء او را به سبب برودت به هم آورد. و فعل او تبرید و تکثیف و تصلیب و خشونت و ردع است.

عُنْقُود: خوشه انگور و نباتات و عناقید جمع آن است.

## حرف غ
غرغره: آواز مختلف است که از حلق آید و مراد از او حرکت دادن مایعات است در حلق و فرو نبردن او.

غسّال: به معنی شست و شو دهنده. آنچه جلای سطح عضو به اعانت رطوبت سیال دهد. مانند: ماءالشعیر.

غَضّ: به ضاء معجمه نارس از نباتات.

غلیظ: به معنی کثیف است و در اغذیه بیشتر متداول است و استعمال لفظ کثیف در ادویه.

## حرف ف
فاتِر: نیم گرم.

فتیله: به معنی شیاف که مخصوص مقعد باشد.

فَرْزَجَه: شیاف که مهبل و رحم را مخصوص باشد.

فِرفیری: به معنی رنگ بنفش است.

فسخ: از هم جدا شدن.

## حرف ق
قابض: طعم گیرنده را نامند که اجزاء زبان به هم آورد و درشت نسازد و فعل او تبرید و تجفیف و تغلیظ و تقویت اشتهاء است و در غیر طعم مراد از او حابس است که به سبب به هم آوردن اجزاء عضو حبس و استمساک نماید.

قاتل: آنچه از ضدیت هلاک سازد و مرادف سمّ است. و بعضی گفته‌اند زهر حیوانی مخصوص به اسم سمّ و غیر حیوانی مختص به قاتل.

قاشِر: هر چه به حدی جالی باشد که چرک از سطح استخوان تواند زدود و در سطح جلد تقشر نمود.

قُنْبُع: قبای خوشه کشت.

قُضبان: شاخه‌های گیاه بی ساق و قضیب واحد او است.

قطور: آنچه در گوش و اعضاء چکانند.

## حرف ک
کاسرالرّیاح: آنچه قوام بادهای غلیظه را بی حرارت رقیق ساخته رفع نماید. مانند سداب.

کاوی: به معنی داغ‌کننده و مراد از آن آنچه پوست را به جهت احراق و تجفیف به هم آورد و مجاری خلط سایل را مسدود سازد. مثل: زاج در خونریزی جراحت.

کثیرالغذاء: آنچه اکثر مقدار او جزو خون شود.

کثیف: به خلاف لطیف است. آن چیزی است که اجزای او به دشواری قبول انفعال بدنی کند و نفوذ در اجزاء بدن به سرعت ننماید.

کِماد: آنچه گرم کرده بر عضو ببندند. مثل تکمید سبوس گندم.

کیلوس: کشک آبی است که از هضم معدی به هم رسد شبیه به کشک محلول.

کیموس: اخلاط متولده از هضم کبدی است.

## حرف ل
لاذِع: هر چه به کیفیت حارّه لطیفه نفوذ در اجزاء عضو نموده تفرق اتصال در منافذ قریب به هم احداث کند و نفوذ هر جزو آن به انفراد محسوس نباشد. مثل: ضماد خردل با سرکه.

لُحاء: ریشه‌های باریک نباتات.

لَخْلَخَه: آنچه با مایعات در ظرفی کرده برهم زده بو کنند.

لزج: آنچه بالفعل یا بالقوه در حین تأثیر حرارت مزاجی در او که قابل امتداد کشته و منقطع نگردد. مثل: خبّازی.

لَزاق: آنچه به عضو به چسبانند و با چسبندگی باشد.

لُصُوق: آنچه به عضو به چسبانند و با چسبندگی باشد.

لَطوخ: به معنی اندودن چیزی است بر عضو که از طلاء غلیظ‌تر و از ضماد رقیق‌تر باشد.

لطیف: آنچه در شان او باشد بعد از ورود به بدن منقسم گردیدن به اجزاء بسیار کوچک و نفوذ در جمیع اجزاء بدن به سرعت کند. مثل: زعفران.

لعابی: آنچه از خیساندن او در آب اجزاء مخلوط بر رطوبت شده چیزی لزج به هم رسد. چون برشته کنند الزاق او رفع می‌شود.

لَعُوق: به معنی انگشت‌پیچ است که از معجون رقیق‌تر باشد.

لیف: آنچه از ریشهها و لحاء نباتات روید و باریک‌تر از لحاء باشد.

## حرف م
مالح: شور. آنچه در زبان نفوذ کند بدون گزندگی و جلا دهد و فعل او تفتیح و تحلیل و تسخین و جلا و غسل به اعتدال است.

مایع: آنچه ضد جامد باشد و سیلان کند و رقیق‌القوام باشد.

مَبْرُود: آن که سردی بر مزاج او غلبه دارد.

مُبَهّی: آنچه سبب تولید ریاح لطیفه در مجاری اعصاب و عضلات اعضاء تناسل گردیده محرک او شود و باعث تکوّن ماده منوی گردد مثل: لبوب.

مُجَفِّف: آنچه افناء رطوبات یا تقلیل آن کند مانند: سندروس.

مُجَمِّدْ: هر چه ضد محلّل باشد و گویند مخصوص بارد و قابض است.

مُحَرِّق: هر چه به قوه نافذه تحلیل اجزاء لطیفه و تر کرده احداث رمادیّت نماید. مثل: فرفیون.

مُحَکِّکْ: هر چه به سبب قوه نافذه حارّه تحریک اجزاء لذاعه به مسامات کند. مثل: انجره.

مُحَلِّل: هر چه تفریق خلط به حرارت مبخّره و اخراج اجزاء آن جزواً بعد جزو از موضع اشتباک خلط کند. مانند: جند.

مُحَمَّر: آنچه به سبب حرارت جذّابه جذب خون به ظاهر پوست کند مثل: ضماد انجیر با خردل.

مخدّر: آنچه تکثیف روح حساس که نفسانی باشد و روح محرک که حیوانی است به نوعی کند که مانع حس و حرکت گردد مثل: افیون، و اکثر مخدرات سرد و خشک می‌باشند.

مُخَشِّنْ: هر چه سطح عضو را زبر کند و اجزاء او را در بلندی و پستی مختلف سازد اعمّ از آنکه به سبب تکثیف او باشد مثل: عفص، یا به جهت تفریق اجزاء، مانند: خردل.

مُدِرّ: آنچه اخراج مائیت اغذیه و فضول سیاله مانند: بول و حیض و عرق و شیر نماید.

مُدَمِّل: هر چه به سبب تجفیف و تکثیف رطوبت سطح جراحت را لزج و چسبنده کرده و دهن زخم را به هم آورد. مانند: دم‌الاخوین.

مُرّ: تلخ. هر چه به سطح ظاهر زبان نفوذ کند و درشت سازد و با کراهت بوده طبع را به هم زند و فعل او تسخین و جلا و منع تعفّن است.

مُرَخّی: هر چه عضو را سست کند به حرارت و رطوبت مزاجی و قابل تمدید سازد مثل: تخم کتان.

مَرُوخ: مالیدن چیزی بر اعضاء.

مُزَلِّق:: هر چه ترطیب و تلیین سطح عضو به حدّ لغزندگی کند تا آنچه در آن محتبس باشد به حرکت او حرکت نماید. مثل: آلو بخارا.

مُزَوّاة: پراکنده.

مُسَبِّت: خوابآور و با منّوم مرادف است.

مُسَدِّد: آنچه به سبب کثافت و یبوست در مجاری محتبس شده منع دفع مواد واجب‌الدفع کند. مثل: سفیداب، یا به سبب لزوجه باعث تسدید گردد. مانند: لعابها.

مسکر: هر چه مستی آورد اعمّ از آنکه با تفریح باشد یا نباشد.

مسکّن: هر چه اخلاط و روح را از حرکت غیرطبیعی بازدارد.

مَسوح: آنچه در مالیدن آن بر بدن بسیار مبالغه در دَلک عضو نکنند.

مسهِل: هر چه اخراج فضول اعضاء از طریق امعاء کند.

مَسیخ: بی‌مزه و با تفه مرادف است.

مُشَهّی: اشتهاءآور. آنچه تحریک طبع به خواستن غذا کند.

مُصَلِّبْ: سفت کننده. آنچه ضد مرخّی باشد.

مُصْلِحْ: آنچه اصلاح حال ماکول و مشروب نماید اعمّ از آنکه رفع ضرر آن کند یا معاونت بر فعل او نماید یا حفظ قوت یا کسر حدّت او کند یا بدرقه به جهت وصول او به اعضاء گردد.

مُصَوَّل: آنچه در سوختن به حدّ رمادیت نرسد.

مَضْغْ: خائیدن چیزی.

مضمضه: هر مایعی که در دهان حرکت دهند.

مُطفی: آنچه اخلاط حارّه را کسر حدّت نماید.

معجون: دارویی سنتی که با عسل شیرین می‌شود.

مُعرّق: آنچه به سبب تلطیف رطوبات محتبسه تحت جلد را از مسامات او به ظاهر اخراج کند.

مُعَطِّسْ: هر چه به قوه نافذه تحریک مواد دماغی به جانب خیشوم کند و به سبب دفع آن عطسه حادث گردد.

مُعَطِّشْ: آنچه طبیعت را مشتاق ترویح سازد اعمّ از آنکه ترویح او با آب شود. مثل: معده و جگر، یا به هوا مثل: دل و ریه.

مُعَفِّنْ: هر چه رطوبت عضو را فاسد سازد به نوعی که بدل مایتحلل او نتواند شد بدون احداث احراق و تاکل. مانند: زرنیخ.

مُعَقَّفْ: خمیده و کج شده.

مُغْری: آنچه بالفعل یابس بوده در او رطوبت لزجه بوده که سبب حبس سیلان مواد گردد. مثل: آهک شسته.

مَغْسول: آنچه در شستن آن مبالغه کرده باشند.

مغلّظ: غلظت دهنده. آنچه خلاف ملطّف باشد.

مُفَتِّتْ: آنچه تفریق اجزاء خلط متحجر کند. مثل: زجاج محرق.

مُفَتِّحْ: آنچه منافذ عضو را از مواد دور سازد تا آسان شود اخراج خلط مجتمع از امساک آن، مانند: فطراسالیون و هر چه حریف و مرّ لطیف و سیال لطیف مایل به حرارت و مایل به اعتدال و هر چه حامض لطیف باشد، مفتح است.

مُفْجِجْ: هر چه در همه جهت به خلاف منضج و هاضم باشد.

مُفَرِّحْ: هر چه روح حیوانی و نفسانی را منبسط ساخته تعدیل مزاج او کند و حُزن را رفع نماید، مثل: شراب.

مَفْرِقْ: به فتح اوّل و کسر ثالث تارک سر و در میوه‌ها و گل‌ها هر چه سر او هموار نبوده زواید داشته باشد مفرق گویند.

مُفَشّی: هر چه ریاح مجتمعه را متفرق ساخته قابل دفع کند.

مُقَرِّح: آنچه به قوه حرارت نافذه تفریق اجزاء عضو نموده اخلاط او را به سبب حدّت فاسد و واجب‌الدفع ساخته طبیعت دفع اجزاء فاسده کند. مثل: بلادر.

مُقَطِّعْ: آنچه به سبب حرارت لطیف نفوذ کند مابین خلط لزج و سطح عضو ملاصق آن و رفع آن نماید بدون تصرف در قوام خلط، مانند: سکنجبین.

مقوّی: هر چه تعدیل مزاج و قوام اعضاء به حدی کند که قبول ریختن فضول ننموده ممانعت تواند نمود خواه بالخاصیت باشد، مثل: گل مختوم، یا به سبب تعدیل مزاج باشد، مانند: روغن گل‌سرخ.

مُقَیِّء: هر چه اخراج فضول از مری کند.

مُلَحِّم: آنچه به سبب تجفیف لطیف و تعدیل مزاج خونی که وارد موضع جراحت شود منعقد ساخته مستحیل به گوشت کند و او را منبّت‌اللحم نیز گویند.

مُلَطِّفْ: آنچه به حرارت معتدله رقیق کردن خلط غلیظ در شان او باشد. مثل: حاشا.

مُلَیِّن: اعمّ از منضج و مزلق و مخرج مافی‌المعده و الامعاء است.

مَمْضُوغ: هر چه را خائیده باشند.

مُمَلِّسْ: آنچه سطح عضو را نرم و یکسان سازد و او ضد مخشن است.

مُنْتِن: بدبو.

مَنْخُول: آنچه بیخته باشند.

مُنْضِجْ: آنچه خلط را قابل دفع سازد، اعمّ از آنکه رقیق را غلیظ کند، چون: خشخاش، یا به عکس آن، مانند: طبیخ حاشا، یا منجمد را نرم سازد، چون: حلبه.

مُوَسَّخ: آنچه منع خشک شدن جراحت کند و رطوبت او را زیاد سازد، مثل: موم روغن.

## حرف ن
ناشِف: آن که جذب رطوبت سیاله کند اعمّ از آنکه منافذ او مرئی نباشد، مثل: آهک آب ندیده، یا مرئی باشد، مثل: اسنفج، و ناشف را قحل نیز نامند.

نَبَطی: در لغات مراد از زبان قومی است و در ادویه مراد خودرویی که کشته باشند.

نَجم: گیاه بی‌ساق.

نِشارَه: آنچه به سوهان و دم اره ریزه شده باشد.

نَشُوقْ: آنچه به بینی کشند.

نَطول: هر چه را جوشانیده و آب او را بر اعضاء ریزند و پاشویه قسمی از او است.

نَفّاخ: هر چه در او رطوبت غریبه باشد و از حرارت بدنی تحلیل نیافته مستحیل به ریاح شده خواه در معده و امعاء، مثل: میوه‌ها، و خواه در عروق، مثل: مغزها و اکثر تخم‌ها؛ و قسم ثانی را تقویت باه است.

نَفوخ: آنچه از ادویه یابسه سائیده را بی مایع در بینی دمند.

نَقوع: خیسانیده که نجوشانیده صاف نموده استعمال کنند.

نَقیع: خیسانیده که نجوشانیده صاف نموده استعمال کنند.

## حرف و
وَثْبْ: جستن از جائی.

وَثیٰ: گزنده.

وَغْرْ: به غین معجمه، زمین سخت.

وُقُود:برافروختن آتش.

وَهْنْ: سستی.

وَهْیْ: به سکون هاء قبل از یاء، درد استخوان که بدون تفرق‌اتصال باشد.

## حرف ه
هاضم: آنچه اعانت طبیعت بر طبخ و گذرانیدن غذا و خلط کند و سبب قبول هضم او شود. مثل: مصطکی.

هتک: پاره شدن.

هَشّ: آنچه جرم او سست و ریزنده باشد و به اندک افشردن ریزه شود. مثل: صبر خوب و غاریقون.